# Блеквеллс-Міллс (Нью-Джерсі)
Блеквеллс-Міллс (англ. Blackwells Mills) — переписна місцевість (CDP) в США, в окрузі Сомерсет штату Нью-Джерсі. Населення — 9473 особи (2020).

## Географія
Блеквеллс-Міллс розташований за координатами 40°29′1″ пн. ш. 74°34′4″ зх. д. / 40.48361° пн. ш. 74.56778° зх. д. (40.483582, -74.567789).  За даними Бюро перепису населення США в 2010 році переписна місцевість мала площу 3,36 км², з яких 3,16 км² — суходіл та 0,19 км² — водойми.

## Демографія
Згідно з переписом 2010 року, у переписній місцевості мешкали 803 особи в 238 домогосподарствах у складі 218 родин. Густота населення становила 239 осіб/км².  Було 241 помешкання (72/км²).
Расовий склад населення:
| - 69,1 % — білих - 17,9 % — азіатів - 11,0 % — чорних або афроамериканців - 0,4 % — вихідців з тихоокеанських островів - 0,1 % — корінних американців |

До двох чи більше рас належало 1,5 %. Частка іспаномовних становила 4,5 % від усіх жителів.
За віковим діапазоном населення розподілялося таким чином: 32,6 % — особи молодші 18 років, 63,0 % — особи у віці 18—64 років, 4,4 % — особи у віці 65 років та старші. Медіана віку мешканця становила 40,9 року. На 100 осіб жіночої статі у переписній місцевості припадало 94,9 чоловіків;  на 100 жінок у віці від 18 років та старших — 96,0 чоловіків також старших 18 років.
Середній дохід на одне домашнє господарство  становив 159 674 долари США (медіана — 149 559), а середній дохід на одну сім'ю — 159 674 долари (медіана — 149 559). 
Цивільне працевлаштоване населення становило 312 особи. Основні галузі зайнятості: виробництво — 27,6 %, освіта, охорона здоров'я та соціальна допомога — 16,3 %, мистецтво, розваги та відпочинок — 12,2 %.